# Field of Lights
「Field of Lights」（フィールド・オブ・ライツ）は、ANRI43枚目のシングル。2005年9月28日発売。発売元はコロムビアミュージックエンタテインメント。

## 解説
「Field of Lights」は、フジテレビ系『発掘!あるある大事典II』のエンディングテーマ。

## 収録曲
編曲：小倉泰治 & ANRI & LEE RITENOUR
1. Field of Lights
  - 作詞：吉元由美 作曲：ANRI & LEE RITENOUR
  - フジテレビ系『発掘!あるある大事典II』エンディングテーマ
2. Everything Must Change
  - 作詞・作曲：Bernard Ighner
3. Field of Lights （Instrumental）